# Kovemmat kädet
Kovemmat kädet är det andra studioalbumet av det finska poprockbandet PMMP, släppt 9 mars 2005 genom Sony BMG.
Samtliga låtar på albumet är skriva av PMMP.

## Låtlista
| Nr  | Titel                          | Längd | Notering                        |
| --- | ------------------------------ | ----- | ------------------------------- |
| 1.  | Kovemmat kädet                 | 3:38  |                                 |
| 2.  | Matkalaulu                     | 3:53  | Även släppt som CD-singel, 2005 |
| 3.  | Oo siellä jossain mun          | 3:20  | Även släppt som CD-singel, 2005 |
| 4.  | Päiväkoti                      | 4:45  | Även släppt som CD-singel, 2005 |
| 5.  | Mummola                        | 3:49  |                                 |
| 6.  | Matoja                         | 4:03  |                                 |
| 7.  | Auta mua                       | 3:53  |                                 |
| 8.  | Onni                           | 4:10  |                                 |
| 9.  | Olkaa yksin ja juoskaa karkuun | 3:55  |                                 |
| 10. | Maria Magdalena                | 4:48  |                                 |
| 11. | Salla tahtoo siivet            | 3:51  |                                 |
|     | Bonuslåtar                     |       |                                 |
| 12. | Kumivirsi                      | 3:25  |                                 |
| 13. | Pikkuveli                      | 3:21  | Även släppt som CD-singel, 2005 |
| 14. | Videon till "Päiväkoti"        |       |                                 |
| 15. | Videon till "Matkalaulu"       |       |                                 |